# Copán Ruinas
Copán Ruinas és un municipi al departament hondureny de Copán. La ciutat, situada a prop de la frontera amb Guatemala, és una important porta d'entrada per als turistes que viatgen a les ruïnes precolombines de Copán. Les ruïnes de Copán són Patrimoni de la Humanitat de les Nacions Unides i són famoses per l'escala jeroglífica, les esteles i el museu. El municipi tenia al 2020 censats 43.131 habitants.
Cada any al desembre, la ciutat acull la Conferència sobre Hondures organitzada pel Projecte Hondures. La conferència és una oportunitat per a què les persones i les organitzacions de base debatin formes de millorar la qualitat de vida a Hondures abordant les necessitats socials i econòmiques del país, principalment en les àrees d'educació, salut i construcció de comunitats. El tema de la Conferència sobre Hondures del 18 al 20 d'octubre de 2012 fou "Entendre la situació de seguretat a Hondures".